# باول ن. كارلن
باول ن. كارلن (بالإنجليزية: Paul N. Carlin)‏ هو عسكري أمريكي، ولد في 25 أغسطس 1931 في سان دييغو في الولايات المتحدة، وتوفي في 25 أبريل 2018 في مقاطعة أرلنغتون في الولايات المتحدة.